# Лапушник (Тимиш)
Лапушник (рум. Lăpușnic) насеље је у Румунији у округу Тимиш у општини Бара. Oпштина се налази на надморској висини од 154 m.

## Прошлост
По "Румунској енциклопедији" место се помиње 1416. године. Поново је основано село 1690-1700. године. По првом аустријском војном попису било је ту 1717. године 15 кућа.
Аустријски царски ревизор Ерлер је 1774. године констатовао да место припада Липовском округу и дистрикту. Становништво је било претежно влашко. Када је 1797. године пописан православни клир ту је био један свештеник. Парох поп Атанасије Поповић (рукоп. 1790) служио се само румунским језиком.

## Становништво
Према подацима из 2002. године у насељу је живело 47 становника, од којих су сви румунске националности.